# 真宗大谷派五村別院
五村別院（ごむらべついん）は、滋賀県長浜市五村にある真宗大谷派の寺院。真宗大谷派の別院。山号はなし。本尊は阿弥陀如来。

## 歴史
豊臣秀吉によって隠居を命じられた浄土真宗本願寺派の法主・教如は、法主を辞任すると本願寺（現・西本願寺）内にて隠居を余儀なくされた。そこで、教如に深く帰依していた主に湖北に住む門徒衆は、この五村の地に坊地を寄進して教如を迎えようと考えた。当寺は、慶長2年（1597年）に地元の有力者・大村刑部左衛門らが多賀山十念寺の跡地に質素な聞法道場を建立したのがその始まりであるという。
その後、慶長7年（1602年）に教如は徳川家康から京都六条烏丸の地に寺地の寄進を受け東本願寺を建立したため、当寺に入ることはなかった。当寺はこうした経緯から「元の本山」とも呼ばれ、五村懸所とも呼ばれた。

## 境内
- 本堂（重要文化財） - 享保15年（1730年）に湖北地方を拠点に活動していた宮大工・西嶋但馬元親の手によって再建[2]。
- 大広間 - 嘉永7年（1853年）再建[3]。
- 書院（客殿） - 安政7年（1796年）再建[3]。
- 庫裏
- 池
- 教如上人御廟 - 2017年（平成29年）改修[3]。教如の遺骨が納められている。
- 経堂 - 19世紀前期再建[3]。
- 鐘楼（長浜市指定有形文化財） - 宝暦5年（1755年）再建[3]。吊られている梵鐘（長浜市指定有形文化財）は宝暦4年（1754年）の作。
- 教如上人像 - 2005年（平成17年）作[3]。
- 北門 - 19世紀中期再建[3]。
- 太鼓楼 - 寛政5年（1793年）再建[3]。
- 辻門 - 安永2年（1773年）再建[3]。
- 茶所 - 安政2年（1855年）再建[3]。
- 山門（表門、重要文化財） - 延宝2年（1674年）再建[2]。

## 文化財

### 重要文化財
- 本堂 附：厨子 1基、棟札 1枚
- 表門

### 長浜市指定有形文化財
- 鐘楼
- 梵鐘

## 所在地
- 滋賀県長浜市五村150

## アクセス
- JR北陸本線 虎姫駅より徒歩約10分。